# Asanada indica
Asanada indica är en mångfotingart som beskrevs av Jangi och Dass 1984. Asanada indica ingår i släktet Asanada och familjen Scolopendridae. Inga underarter finns listade i Catalogue of Life.